# アンサール・アッ＝ディーン

アンサール・アッ＝ディーンが使用している旗

アンサール・アッ＝ディーン（アラビア語：أنصار الدين、翻字：Anṣār ad-Dīn　意味：宗教(イスラム)の助力者）は、マリ共和国のサラフィー・ジハード主義組織。日本のマスメディアでは、英語表記を基にアンサール・ディーンなどと報道される。

## 概要
マリ共和国を活動拠点とし、同国北部を占拠している。同地域にシャリーア（イスラーム法）を基にした新たな国家を樹立する為、2012年に組織されたとされる。イヤド・アグ・ガリーが指導者。

## 活動

### トゥアレグ抵抗運動
2012年1月、マリの北部各州（アザワド）のトゥアレグ人の反政府武装組織「アザワド解放民族運動」（MNLA）の戦闘（en:Battle of Menaka・en:Battle of Tessalit）に呼応し、独立を求めてen:Battle of Aguelhok・en:Battle of Kidalで蜂起した。

### マリ軍事クーデター
戦いの中で政府軍内部からは武器が足りないなどといった不満が噴出し、同年3月にマリ軍事クーデターを招く事態となった。

### アザワド独立宣言
4月6日にはアザワド解放民族運動（MNLA）とアンサール・アッ＝ディーンが北部三州（アザワド）を制圧し、一方的にアザワド独立宣言を発表した。イスラーム宗教歌（ナシード）以外の音楽を禁止し、女性にはベールの着用を強制している。

### アザワド・イスラム紛争
6月、アンサル・ディーンとイスラム武装勢力西アフリカ統一聖戦運動(MOJWA)とイスラーム・マグリブのアル＝カーイダ機構(AQIM)は、ガオの戦い（6月26日 - 6月27日）でガオを陥落させ、MNLAは駆逐された。
7月30日には、ユネスコが同月28日に「危機にさらされている世界遺産（危機遺産）」リストへ登録したばかりの世界遺産都市トンブクトゥにあるイスラーム指導者の墓を、偶像崇拝の禁止を理由に破壊した。これまでにも3つの墓を破壊しており、トンブクトゥには残り16の墓地や霊廟があるが、アンサール・アッ＝ディーンの広報担当者は「全ての墓を破壊し尽くす」としている。

### フランス軍事介入
2013年1月11日、マリ国内のイスラム勢力に対応するため、フランスが軍事介入を実施（セルヴァル作戦）。これを契機として政府軍との衝突が激化。1月13日には中部の都市コンナの攻防戦（コンナの戦い）にて有力指導者の一人、アブデル・コジャク・クリム（Abdel 'Kojak' Krim）が死亡したと報じられた。1月14日、ディアバリーの戦い。1月16日、アルジェリアのイリジ県イナメナスにある天然ガス関連施設でアルジェリア人質事件が起こった。

## 主要メンバー
- イヤド・アグ・ガリー
- オマル・ハマハ（Omar Ould Hamaha）
- アブデル・コジャク・クリム（Abdel 'Kojak' Krim）
- モフタール・ベル=モフタール